# 花組対戦コラムス
『花組対戦コラムス』（はなぐみたいせんコラムス）は、セガが発売したパズルゲーム。

## 概要
セガが発売したドラマチックアドベンチャーゲーム『サクラ大戦』の派生作品の1つで、同社の落ち物パズルゲーム『コラムス』を対戦形式をメインにし、ストーリーに沿って『サクラ大戦』のキャラクターらが対戦するという内容。1997年3月28日にセガサターンで発売され、同年10月にアーケード版が稼働した。
アドベンチャーパートはサクラ大戦のキャラクターたちとの新しいストーリーとして仕上げてあり、オリジナルとして「帝劇三人娘」や「藤枝あやめ」のストーリーが追加されている。
2004年12月からは、i-modeとYahoo!ケータイにて開始された携帯電話向けコンテンツサービス「サクラ大戦ケイタイクラブ」にて、『花組コラムス』『巴里花組コラムス』『紐育花組コラムス』の配信が開始された。

## ルール
基本ルールは『コラムス』と同様だが、対戦形式は従来の『コラムスII』などに収録されたものとは若干異なる。
宝石を消すと気合いゲージが増え、連鎖消しや同時消しで大きく増やすことができる。ゲージを満タンまでポイントを溜めるとレベルが上昇する。レベルが上昇した時にはLIPS（『サクラ大戦』のLIPSをモチーフにしている）ウィンドゥが開き、「攻撃」「防御」「ためる」（最大レベルでは「ためる」が「魔宝石」に変わる）のいずれかを選択可能。「攻撃」を選択した場合はレベルとキャラクターに応じて、相手のフィールドに「時宝石」を降らせる。「防御」を選択した場合はレベルとキャラクターに応じて下から数段分宝石を消すことができる。「魔宝石」を選んだ場合は、自分のフィールドに魔宝石（『コラムス』の魔宝石と同じ）を落とす。但しLIPSには制限時間があり、タイムオーバーになると何も出来ずにゲージとレベルがリセットされてしまう。
「ためる」を選ぶことで現在のレベルを維持することができるが、「ためる」以外のコマンドを選んだ場合はゲージとレベルがリセットされる。キャラクターごとに「攻撃が強力だが防御は弱い」「防御が強力だが攻撃は弱い」「レベル3の攻撃が極端に強い」などの特徴があるため、戦況や自分・相手の特徴を勘案してコマンドを選ぶ必要がある。
時宝石は色とカウントを持ち、カウントが残っている間は並べても消すことができないが時宝石の隣で宝石を消したり宝石を落とす毎にカウントが減っていき、カウントが0になった時点で同色の宝石に変化する。相手に落とす時宝石のカウント数もレベルやキャラクターによって異なる。
『2』では、更に開始前に作戦（風・林・火・山・陰・雷の6種類）を選択することができ、それによって基本キャラ性能を変化させる事が出来る。例えば、風を選ぶと気合いゲージが最大2マスになる代わりに、気合いの溜まるスピードが早くなり、火だと気合いの溜まるスピードが落ちる代わりに、ゲージが最大4マスになって、更に強力な攻撃を出す事が出来るようになる。

## 花組対戦コラムス2
2000年1月6日にドリームキャストで発売。『サクラ大戦2 〜君、死にたもうことなかれ〜』のキャラクターを採用した、『花組対戦コラムス』の第2作。後に廉価版も発売。ネットワーク対戦サービスに対応していたが、2001年8月31日をもってサービス終了となった。
ドリームキャストにおける『サクラ大戦シリーズ』の最初の作品となり、同ハードに限れば本編（『サクラ大戦』及び『サクラ大戦2』）に先駆けての発売となった。

## 余談
- 2019年3月30日と31日にセガホールディングスが開催する「セガフェス2019」において、巨大なセガサターンコントロールパッドで過去の名作をプレイ出来る特別企画が設けられ、そのタイトルの1つに『花組対戦コラムス』が選ばれた[2]。